# 現在官僚系 もふ
『現在官僚系 もふ』（げんざいかんりょうけい もふ）は、鍋田吉郎原作、並木洋美作画による日本の青年漫画作品。『ビッグコミックスピリッツ』（小学館）で連載された。

## 概要
新人財務官僚から見た官僚社会を描いている。コメディでありながら、社会問題も取り上げている。
作中では財政再建問題、特殊法人問題、官僚の国会待機、省庁対立、BSE問題、消費税問題、対中ODA問題、地方空港問題、地方自治体の裏金問題、税務調査などを取り上げている。

## ストーリー
財務省（Ministry Of Finance、略称：MOF）にまぐれでキャリア入省した平山茂夫は、官房秘書課、官房文書課と並ぶエリートコースの主計局総務課に配属される。同期入省の山本健一郎、1年先輩の長谷川緑など様々な人と出会い、日本の官僚制度の中で疑問、不満を感じながら、様々な仕事に挑戦し「官僚らしくない」成功をあげていく。

## 登場人物

### 財務省主計局総務課
平山 茂夫（ひらやま しげお）
通称、もふ（茂夫の読み方を変えたもの）。三流の宝光大学出身ながら、筆記試験では択一は鉛筆ころがし、論述はヤマが全て当たり、面接もパスして、宝光大初のキャリア財務官僚となる。採用されたのは財務大臣に取り入ろうとする高級官僚の仕業であったが、入省後は正義感のある仕事を通じて色々な人に一目置かれるようになる。昔から作家志望と美容師の姉2人におもちゃにされてきたが、緑に保証人になってもらい霞が関まで徒歩10分のマンションに引越した。
入省後に主計局総務課に配属され、主計局農林水産1係係員、主計局外務係係員、R県庁総務部職員、東京国税局小学税務署特別調査班調査官と転属する。
山本 健一郎（やまもと けんいちろう）
通称、ヤマケン。東大法学部を首席で卒業。在学中に司法試験に合格している。MOFにキャリア入省し、エリートコースである主計局総務課財務事務官として実績を上げようとするが、いつも、もふのペースに巻き込まれて損な役回りを演じる。大病院を経営する医師の一人息子として東大理Ⅲ（東大医学部）を受験するように言われながら、反抗心から文Ⅰ（法学部）に入学し、官僚を志したという過去を持つ。
長谷川 緑（はせがわ みどり）
主計局総務課の先輩。2年生職員が1年目の新人の面倒を見る慣習から、もふとヤマケンの世話係になる。東大法学部卒、公務員試験を1番の成績で合格し、財務省入り。在学中はミス東大に選ばれている。
加藤 よしお（かとう よしお）
主計局総務課長。いつも将棋の本を熟読し、人の名前を間違えて呼ぶなど一見昼行灯にみえるが、実は野心家である。毛利秘書課長と同期で、松平次官派と目されている。東大法学部卒。
蒲生 一穂（がもう かずほ）
総務課筆頭課長補佐。ゲイ・オカマキャラとして過ごしているが、ときどき真面目な男に戻る。妻とは離婚。戸田保穂（とだやすほ、妻の姓）という名前の息子がいる。デスティニー・チャイルドのファン。東大法学部卒。公務員試験1番。
ひとみ
総務課バイト。毒舌キャラ。

### 財務省
松平 元（まつだいら げん）
財務事務次官。経済産業省から財務省不祥事が政界にリークされた際に、環境税導入によって経済産業省の力を弱めようと戦争を仕掛けようとする。
織田 信生（おだ のぶお）
財務省官房長。10年に1人の逸材と言われている。消費税増税については消費税7～9%を目指している。対中ODA削減については有償経済協力は財務省の管轄であるとして反対している。
毛利 照美（もうり てるみ）
官房秘書課長。加藤総務課長と同期。
玉岡 茂（たまおか しげる）
主計局農林水産省担当主計官。
小銭川 俊（こせがわ しゅん）
主計局農林水産1係主査。キャリア官僚。若手ながらキレ者で上からの信頼は厚い。仮定や抽象論には取り合わずに、数字や法律などによる具体的根拠で議論をする。査定の議論では論破されたことがない。
門田 耕作（かどた こうさく）
主計局農林水産1係係員。ノンキャリア。主計局で10年近く査定しており、査定のテクニックと畜産の知識を持っている。牛田とは婚約をしていたが、お互いに仕事を選んだために別れた。
坂本 主税（さかもと ちから）
主税局課長補佐。有能だが独断で行動するため、上層部から煙たがれている。道路財源や税制問題について改革を唱えたことで、左遷させられていた。消費税については消費税20%論を持っており、与党税調に取り入り、本省の了承なく消費税大幅増税を画策し、与党税調メンバーの意向で国税の査察を中止に追い込み、それに反発した財務キャリアの左遷を進言した。蒲生はかつての直属の上司だった。
平 和盛（たいら かずもり）
主計局外務係主査。気が弱く、上の顔色をいつも見ている。外務省のチャイナ・スクールを恐れている。

### 経済産業省
小野 正昭（おの まさあき）
経済産業事務次官。財務省が環境税案を出してきたことに困惑している。
森山 圭吾（もりやま けいご）
経済産業省官房長。財務省が環境税案を出してきたことに困惑している。
中村 春樹（なかむら はるき）
経済産業政策局経済産業政策課長。財務省が主張する環境税を認めた上で、経済産業省が早期に関与することが得策と主張した。
高橋 明（たかはし あきら）
経済産業省課長補佐。日本経済のイニシアチブを取ってきた経済産業省に誇りを持ち、予算編成権を振りかざす財務省に反発をしている。飲み屋で小耳に挟んだ財務省不祥事を浅川議員にリークした。

### 農林水産省
牛田 陽子（うした ようこ）
消費・安全局衛生管理課係長。要求を通すためにはあらゆることを仕掛けている。BSEの親検査法の予算をつけるために財務省主計局の説得に回る。門田とは婚約をしていたが、お互いに仕事を選んだために別れた。

### 外務省
葛西 譲（かさい ゆずる）
外務省アジア大洋州局局長。チャイナ・スクールの領袖。
野村 敏（のむら びん）
外務省アジア大洋州局中国課課長。アメリカン・スクール出身。
斉藤 剛（さいとう つよし）
外務省アジア大洋州局中国課課長補佐。チャイナ・スクールのエースだがクーデターを企む。幼少時代をイスラエルで過ごし、母国日本にとって有益になることをするために日本の外交官となった。新人時代から意見を言っていたが相手にされず、周囲からバッシングを受けてきた。
尾崎 友好（おざき ともよし）
外務省アジア大洋州局中国課係長。外務省の方針に疑問を持ちつつ従ってきたが、無力感がたまっている。

### 政界
竹原 一（たけはら はじめ）
財務大臣を務める大物議員。宝光大OB。財務省の中では財政通とされており、自分自身の政治力・人気と財務官僚の力を借りて、消費税増税に踏み切ろうとしている。
漆澤 則夫（うるしざわ のりお）
国会での質問の事前通告をギリギリまで提出しない「23時の男」と呼ばれている。
浅川 広（あさかわ ひろし）
野党の青年議員。庶民派をきどるパフォーマンス政治家。だが人気取りだけではなく、不祥事があれば追及するのが政治家の責務と考えている。質問の事前通告をしないと宣言した。
柳本 博史（やなもと ひろし）
衆議院議員。与党税制調査会長。与党税制調査会内で消費税増税を12%にまとめている。
伊達 正邦（だて まさくに）
衆議院議員。与党税制調査会小委員長。
林 仁成（はやし ひとなり）
元首相。派閥の領袖。中国利権を握っている。
石川 一機（いしかわ かずき）
参議院議員。林元首相の派閥の人間で、かつて参議院のドンと呼ばれていた。
保田 紀明（やすだ のりあき）
与党民自党参議院議員。新たな参議院のドン。
稲垣 勝（いながき まさる）
与党税制調査会メンバー。HUGEから献金を受けている。

### R県庁
立花 流衣
R県庁総務部長。財務省からの出向組。同期の中でもトップグループに残っている。R県庁の裏金問題に憤りを感じ、地方空港問題などR県の問題に切り込む。かつて大蔵省銀行局在籍時に接待されていたが、回数が1回と少なかったために大蔵省が公にした処分リストにはならなかった過去がある。
西城 かほる
R県庁総務部職員。前知事の娘。R県庁の裏金を宴会費用や地方空港の土地買収工作に遣っている。

### 国税局・税務署
村田 吾郎（むらた ごろう）
小学税務署特別調査班総括官。部下を優秀な国税調査官として何人も育て上げたことから、「東京国税庁に村田学校あり」と呼ばれている。
広瀬 真生（ひろせ まお）
小学税務署特別調査班調査官。
小池（こいけ）
小学税務署特別調査班上席調査官。
土田 正治（つちだ まさはる）
東京国税局査察部査察官。かつては村田の下で税務調査について教わった。

### 官僚OB
柴田 清（しばた きよし）
財務省所管の特殊法人公営企業金融公庫 の理事。若い頃は官僚の腐敗に憤る熱血官僚だったが、同期の織田との出世争いに敗れて早くに天下りした。織田の失脚を目論み、もふを取り込もうとするが、もふの姿勢に打たれて公庫の民営化に取り組む決意をする。

### その他
笹森 一郎（ささもり いちろう）
青森県山奥村村長。村に橋を建設するため菓子折に現金を詰めて、財務省に陳情に来るが、もふに拒否され帰る。
青木 進（あおき すすむ）
笹森村長の付人。
下田 哲平（しもだ てっぺい）
もふの大学時代の友人。自動車セールスの仕事をしている。
窪田 源造（くぼた げんぞう）
松阪牛生産会会長。牛飼い名人。
陳 （ちん）
駐日中国大使。
楊 玲鈴（やん りんりん）
三葉商事経済協力部。日本に留学後に採用された中国人。
藪本 太郎（やぶもと たろう）
居酒屋 ｢やぶさん｣の主人。狭心症であるため、広瀬に売上除外を厳しく追及され、入院してしまった。入院先の山本病院（ヤマケンの実家）で広瀬に見つかったところ突然発作が起こり、亡くなってしまった。
新名 拓巳（にいな たくみ）
税理士。脱税指南役をしている。元小学税務署特別調査班調査官として「村田総括官の右腕」と呼ばれていた。税務署調査官として一度も感情を見せないなど冷徹な性格であるが、上から圧力がかかると税務署が目をつぶる現実を目の当たりにして「生き残れるのは頭の良い者と力のある者」と考え、税務署を辞めて脱税指南役となった。
HUGE（ひゅーじ）
ファッションクリエーター。ファッションブランドを経営している。新名の顧問先の大手の一つ。